# Ортинское городище
Ортинское городище — археологический памятник федерального значения. Ортинское городище было обитаемым приблизительно в VI—X веках. Расположено в Ненецком автономном округе, на правом берегу Печоры, в 90 км ниже Нарьян-Мара, в районе впадения в неё реки Ортина. Городище представляло собой прямоугольную деревянную крепость с земляным валом и рвом. Стены были сооружены из вертикально поставленных бревен. Есть предположения, что Ортинское городище было племенным центром древнего арктического народа сиртя, населявшего эти места до прихода в низовья Печоры ненцев. Открыл и изучил Ортинское городище — археолог О. В. Овсянников.
При раскопе Ортинского городища силами Архангельской археологической экспедиции возглавляемой О. В. Овсянниковым были найдены многочисленные артефакты, в том числе: около 1500 предметов из чёрного и цветного металла, костяные наконечники стрел, культовые предметы с изображением животных исполненных в так называемом «зверином стиле», в частности, литые бронзовые изображения пантеры и медвежьей головы.
Это позволило О. В. Овсянникову после проведения комплексного анализа находок, а также их сравнения с артефактами обнаруженными при раскопках Городецкого городища, сделать предположение, что Ортинское городище входит в контактную зону местного и пришлого населения с легендарным народом сиртя. В русских летописях XI—XIV века они назывались «печора», а в ненецких преданиях — сиртя, а также — сихиртя и сииртя.